# Dr. Alban
Alban Uzoma Nwapa, známý pod pseudonymem Dr. Alban (* 26. srpna 1957 Oguta, stát Imo), je nigerijský hudebník a producent. Jeho hudebními vzory v dospívání byli umělci jako Fela Kuti a James Brown. Žije a pracuje ve Stockholmu (Švédsko). Než začal s muzikou, živil se jako zubař. Jeho hudba je řazena do skupiny Eurodance/hip-hop reggae kombinovaný stylem dancehall. Celosvětově prodal přes 16 milionů nosičů. Proslavil se svým hitem "It's My Life" z roku 1992.

## Biografie

### Dětství
Alban Uzoma Nwapa se narodil jako jedno z deseti dětí v rodině střední vrstvy v Ogutě, ve státě Imo v Nigérii. Většinu svého mládí strávil v rodném městě, kde skončil rovněž střední církevní školu.

### Raná kariéra
Když mu bylo 23, odcestoval do Švédska a dal se na studium zubařiny. Aby si mohl svá studia zafinancovat, začal s produkcí vlastní hudby. Během těchto let pracoval jako DJ v dobře známém stockholmském klubu zvaném Alphabet Street. Jeho jméno se dostalo rychle do povědomí veřejnosti, obzvláště poté, co začal začleňovat svůj zpěv do prezentovaných nahrávek. Po dokončení svých studií si otevřel lékařskou praxi, ale role DJ mu zůstala jako vedlejší pracovní poměr. V roce 1990 se setkal s hudebníkem a producentem Deniiz Pop z vydavatelství SweMix a spolu s rapperkou Lailou El Khalifi nahráli a vydali Albanovu první oficiální hudební nahrávku s názvem "Hello Africa", kterou pojmenoval kvůli jeho lásce k domovině. Alban Uzoma Nwapa tehdy začal vystupovat pod uměleckým jménem Dr. Alban, kterým odkazoval na svůj lékařský titul.

### Dr. Records
Jeho debutové album "Hello Africa" obsahovalo singly: "Hello Africa" a "No Coke", obou hitů se prodalo více než milion nosičů. V polovině 90. let si Dr. Alban založil vlastní hudební společnost s názvem Dr. Records. V roce 1996 vydal s Dr. Records hudební album "Born in Africa". Tento projekt nenavazoval přímo na úspěchy jeho předešlých nahrávek. Mezi jeho nejúspěšnější pozice v hudebních žebříčcích patřilo 12. místo ve Finsku, ve Švýcarsku a Švédsku bylo album 37., v Německu 52. a 41. v Rakousku. V roce 1997 pod názvem The Very Best of 1990-1997 vydal Alban kompilaci, která se dostala do žebříčků pouze v Rakousku, Švédsku a Německu. V témže roce vydal i studiové album "Believe", které se vyšplhalo na 27. místo ve Švédsku, 30. místo ve Finsku a 41. místo v Rakousku. Koncem roku 1998 ve spolupráci spolu s německým projektem Sash! vydal Alban nahrávku "Colour the World", která v evropských žebříčcích zaznamenala mírný úspěch. V roce 2000 Dr. Alban vydal singl "What Do I Do", který byl dva týdny ve švédském singlovém žebříčku na 43. pozici. Albanovo následující album "Prescription" se stalo ve všech hudebních žebříčcích propadákem.

### Návrat na scénu
Po letech absence na hudební scéně v roce 2007 Dr. Alban vydal nové studiové album "Back to Basics". To bylo prodávané pouze přes internet přes jeho oficiální webovou stránku. V Rusku byla tato edice v prodeji i na CD a na audiokazetách. V roce 2008 vydal společně s popovou hvězdou 90. let Haddawayem singl nazvaný "I love the 90's", kterým Alban připomíná, že nezapomněl na své kolegy z 90. let a v textech také zmiňuje některé z největších hitů eurodance scény: "Rhythm is a dancer", "What is Love", "Scatman", "All that she wants" a samozřejmě i jeho vlastní "It's my life". 15. února 2014 se Alban spojil spolu s Jessicou Folcker a nazpíval s ní píseň "Around the World", se kterou se ucházel o šanci reprezentovat Švédsko v dánské Kodani na soutěži Eurovision Song Contest 2014.